# José Arnulfo Castorena
José Arnulfo Castorena Vélez (Guadalajara, 27 de mayo de 1978) es un deportista mexicano que compite en natación adaptada. Ganó ocho medallas en los Juegos Paralímpicos de Verano entre los años 2000 y 2024.
En París 2024 ganó medalla de oro en los 50 metros de pecho SB2.

## Palmarés internacional
| Juegos Paralímpicos | Juegos Paralímpicos   | Juegos Paralímpicos | Juegos Paralímpicos |
| Año                 | Lugar                 | Medalla             | Prueba              |
| ------------------- | --------------------- | ------------------- | ------------------- |
| 2000                | Sídney (Australia)    | Medalla de oro      | 50 m braza SB2      |
| 2004                | Atenas (Grecia)       | Medalla de oro      | 50 m braza SB2      |
| 2004                | Atenas (Grecia)       | Medalla de plata    | 150 m estilos SM3   |
| 2004                | Atenas (Grecia)       | Medalla de bronce   | 50 m mariposa S4    |
| 2012                | Londres (Reino Unido) | Medalla de plata    | 50 m braza SB2      |
| 2020                | Tokio (Japón)         | Medalla de oro      | 50 m braza SB2      |
| 2024                | París (Francia)       | Medalla de oro      | 50 m braza SB2      |